# Françoise Bourdin
Françoise Bourdin (Parigi, 22 luglio 1952 – Vernon, 25 dicembre 2022) è stata una scrittrice e sceneggiatrice francese che ha pubblicato una cinquantina di libri ed è  stata tra i maggiori scrittori francesi per numero di libri venduti con 15 milioni di copie. I suoi romanzi sono solitamente drammi familiari.

## Biografia
I genitori di Françoise Dominique Bourdin erano cantanti lirici: Roger Bourdin e Géori Boué. Aveva una sorella.
Studiò al Lycée Victor-Duruy e praticò l'equitazione. Il suo fidanzato morì davanti ai suoi occhi durante un torneo di equitazione quando lei aveva 16 anni. Affermò che in quella occasione “ho pensato di lasciare il cavallo, ma ho cambiato allenatore, ho ricominciato e sono diventata fantino". Ha gareggiato in corse di cavalli a Maisons-Laffitte e Chantilly.

## Carriera
Dopo la morte del fidanzato, scrisse la storia di una giovane ragazza con la passione per i cavalli intitolata Les Soleils Mouttes . L'opera fu pubblicata nel 1972 dalle edizioni Julliard, quando lei aveva 19 anni. Il suo secondo romanzo, De Vagues Herbes Jaunes, apparve nel 1973, e fu successivamente adattato per la televisione da Josée Dayan, il suo primo film per la TV, con Laurent Terzieff.
Poi si prese una pausa dalla scrittura e sposò un amico d'infanzia diventato medico. Tornò a scrivere dopo aver cresciuto le sue figlie (una di loro, Frédérique Le Ternier, classe 1982, è una conduttrice radiofonica di France Bleu) e dopo il divorzio intorno ai 40 anni. All'inizio i suoi manoscritti non interessavano. Ma lei insistette e continuò a inviare i suoi messaggi per posta. Dopo una quindicina di bocciature, fu pubblicato nel 1991 da Denoël Mano a mano, e dalle edizioni della Tavola Rotonda Sang et or lo stesso anno. Nel 1994 entrò a far parte delle edizioni Belfond e le vendite decollarono.
Visse nella casa occupata da André Castelot a Port-Mort e dedicò gran parte del suo tempo libero e del suo reddito alla ristrutturazione di questa casa.
Per quanto sia stata la quarta autrice francese per numero di libri venduti (dietro Guillaume Musso, Marc Levy e Katherine Pancol) con 15 milioni di libri, la stampa riportò raramente le sue pubblicazioni, con appena una quindicina di articoli sulla stampa nazionale in dieci anni. A causa di questa assenza mediatica per una scrittrice che vendeva così tanto, lei fu indicata come discreta. All'inizio della sua carriera dichiarò di “essere pentita di questa indifferenza dei media, dei programmi letterari o anche delle giurie dei premi letterari”. Nel  novembre 2019, confidò  al quotidiano Le Monde, che le dedicò per la prima volta un ritratto: «Avrei voluto essere premiata, mi avrebbe commosso», ma ammise di aver fatto un passo indietro man mano che i suoi lettori aumentavano. Secondo lei, “c'è un certo disprezzo per la letteratura popolare”. Disse anche: “Le persone che disprezzano ciò che scrivo ovviamente non hanno mai letto un solo paragrafo. È molto ingiusto. È un elitario a priori”.
Françoise Bourdin morì il 25 dicembre 2022, all'età di 70 anni. I funerali si svolsero nel pomeriggio del 3 gennaio 2023 nella chiesa di Saint-Pierre a Port-Mort, seguita dalla sepoltura nel cimitero comunale.

## Opere

### Romanzi
- Les Soleils mouillés, éd. Julliard, 1972
- De vagues herbes jaunes, éd. Juilliard, 1973 — Adattato per la televisione da Josée Dayan
- Sang et Or, éd. de la Table Ronde, 1991
- Mano a mano, éd. Denoël, 1991; éd. Belfond, 2009 — Adattato per la televisione e diffuso su France 3
- BM Blues, éd. Denoël, 1993; riedizione, éditions Belfond, 2012 ISBN 978-2-7144-5276-4
- Les Vendanges de juillet, éd. Belfond, 1994 ISBN 2-7144-3159-3
- Juillet en hiver, éd. Belfond, 1995 ISBN 2-7144-3284-0 — Adattato per la televisione con il titolo "Retour à Fonteyne" da Philomène Esposito, e diffuso su France 2 nel 1999
- Crinière au vent, éd. France Loisirs ISBN 2-7441-3912-2
- Terre indigo, éd. TF1, 1996; riedizione J'ai lu, 1996 — Adattato per la televisione da Jean Sagols e diffuso su TF1
- La Camarguaise, éd. Belfond, 1996 ISBN 2-7144-3423-1
- Comme un frère, éd. Belfond, 1997 ISBN 2-7144-3549-1
- Nom de jeune fille, éd. France Loisirs, 1997; riedizione éd. Belfond, 1999 ISBN 2-7144-3467-3
- L’Héritier des Beaulieu, éd. Belfond, 1998 ISBN 2-7144-3559-9
- Les Sirènes de Saint-Malo, éd. Belfond, 1999 ISBN 2-7144-3685-4
- L’Homme de leur vie, éd. Belfond, 2000 ISBN 2-7144-3689-7; éd. Pocket 2004
- La Maison des Aravis, éd. Belfond, 2000 ISBN 2-7144-3627-7; éd. Pocket 2004
- Le Secret de Clara, éd. Belfond, 2001 ISBN 2-7144-3730-3; éd. Pocket 2004
- L’Héritage de Clara, éd. Belfond, 2001 ISBN 2-7144-3731-1
- Un mariage d’amour, éd. Belfond, 2002 ISBN 2-7144-3926-8; éd. Pocket 2004
- Les Années passion: le roman d'une femme libre, éd. Belfond, 2003 ISBN 2-7144-3854-7; éd. Pocket 2004
- Objet de toutes les convoitises, éd. Belfond, 2003 ISBN 2-7144-4013-4; éd. Pocket 2006
- Un été de canicule, éd. Belfond, 2003 ISBN 2-286-00611-3; éd. Pocket 2004 — Adattato per la televisione nel 2003 sotto forma di una mini serie, realizzata da Sébastien Grall
- Le Choix d'une femme libre, éd. Belfond, 2003 ISBN 2-7144-4037-1; éd. Pocket 2005
- Rendez-vous à Kerloc'h, éd. Belfond, 2004 ISBN 2-7144-4066-5; éd. Pocket 2006
- Une passion fauve, éd. Belfond, 2005 ISBN 2-7144-4168-8; éd. Pocket, 2007
- Bérill ou la Passion en héritage, éd. Belfond, 2006 ISBN 2-7144-4205-6; éd. Pocket 2007
- L'Inconnue de Peyrolles, éd. Belfond, 2006 ISBN 978-2-714-44133-1; éd. Pocket 2008
- Un cadeau inespéré, éd. Belfond, 2007 ISBN 2-7144-4245-5; éd. Pocket 2008
- Les Bois de Battandière, éd. Belfond, 2007 ISBN 978-2-7144-4340-3
- Une nouvelle vie, éd. Belfond, 2008 ISBN 978-2-7144-4450-9
- Dans le silence de l'aube, éd. Belfond, 2008 ISBN 978-2-7144-4354-0
- Sans regrets, éd. Belfond, 2009 ISBN 978-2-7144-4520-9
- Un soupçon d’interdit, éd. Belfond, 2010 ISBN 978-2-7144-4602-2
- D’espoir et de promesse, éd. Belfond, 2010 ISBN 978-2-7144-4708-1
- Le Testament d'Ariane, éd. Belfond, 2011 ISBN 978-2-7144-4828-6
- Dans les pas d'Ariane, éd. Belfond, 2011 ISBN 978-2-7144-5021-0
- Serment d’automne, éd. Belfond, 2012 ISBN 978-2-7144-5242-9
- D’eau et de feu, éd. Belfond, 2013 ISBN 978-2-7144-5406-5
- À feu et à sang, éd. Belfond, 2014 ISBN 978-2-7144-5407-2
- Galop d’essai, éd. Belfond, 2014 ISBN 978-2-7144-5679-3
- La Promesse de l'océan, éd. Belfond, 2014 ISBN 978-27144-5412-6
- Au nom du père, éd. Belfond, 2015 ISBN 978-2-7144-5669-4
- Un mariage d’amour, éd. Belfond, 2016 ISBN 978-2-7144-7388-2
- Face à la mer, éd. Belfond, 2016 ISBN 978-2-7144-6056-1
- Le Choix des autres, éd. Belfond, 2017 ISBN 978-2-7144-5884-1
- Hors-Saison et autres nouvelles, Belfond, 2018 ISBN 978-2-7144-7952-5
- Gran paradiso, éd. Belfond, 2018
- Si loin, si proches, éd. Belfond, 2019 ISBN 978-2-298-15376-7
- Quelqu'un de bien, éd. Belfond, 2020 ISBN 978-2-7144-8137-5
- Le meilleur est à venir, éd. Belfond, 2021 ISBN 978-2-7144-9341-5
- Un si bel horizon, éd. Plon, 2022 ISBN 978-2-2593-0699-7

### Novelle
- Olympe et Tatan, dans 13 à table!, 2015 Parigi ISBN 978-2-266-25405-2
- Cent balles, dans 13 à table! 2016 Parigi ISBN 978-2-266-26373-3
- Un joyeux non-anniversaire, dans 13 à table! 2017 Parigi ISBN 978-2-266-27126-4
- Tant d'amitié, dans 13 à table! 2018 Parigi ISBN 978-2-266-27952-9
- Laissée-pour-compte, dans 13 à table! 2019 Paris ISBN 978-2-266-28641-1
- La croisière ne s'amuse pas, dans 13 à table! 2020, Paris ISBN 978-2-266-30550-1
- N'a-qu'un-œil, dans 13 à table! 2021, Paris ISBN 978-2-266-30754-3
- Un faire-valoir, dans 13 à table! 2022, Paris
- La Binette, dans 13 à table! 2022, Paris